# New Orleans Gold
New Orleans Gold, en español Oro de Nueva Orleans, fue un equipo de rugby profesional ubicado en la ciudad de Nueva Orleans, estado de Luisiana, Estados Unidos, y que hasta 2025 participaron en la Major League Rugby.
Al finalizar la temporada 2025 de la Major League Rugby las autoridades del equipo indicaron que suspenderían su participación en la competencia, confirmando que no participarían en la temporada 2026.

## Historia
Se creó en 2017 y fue un miembro fundador de la Major League Rugby.

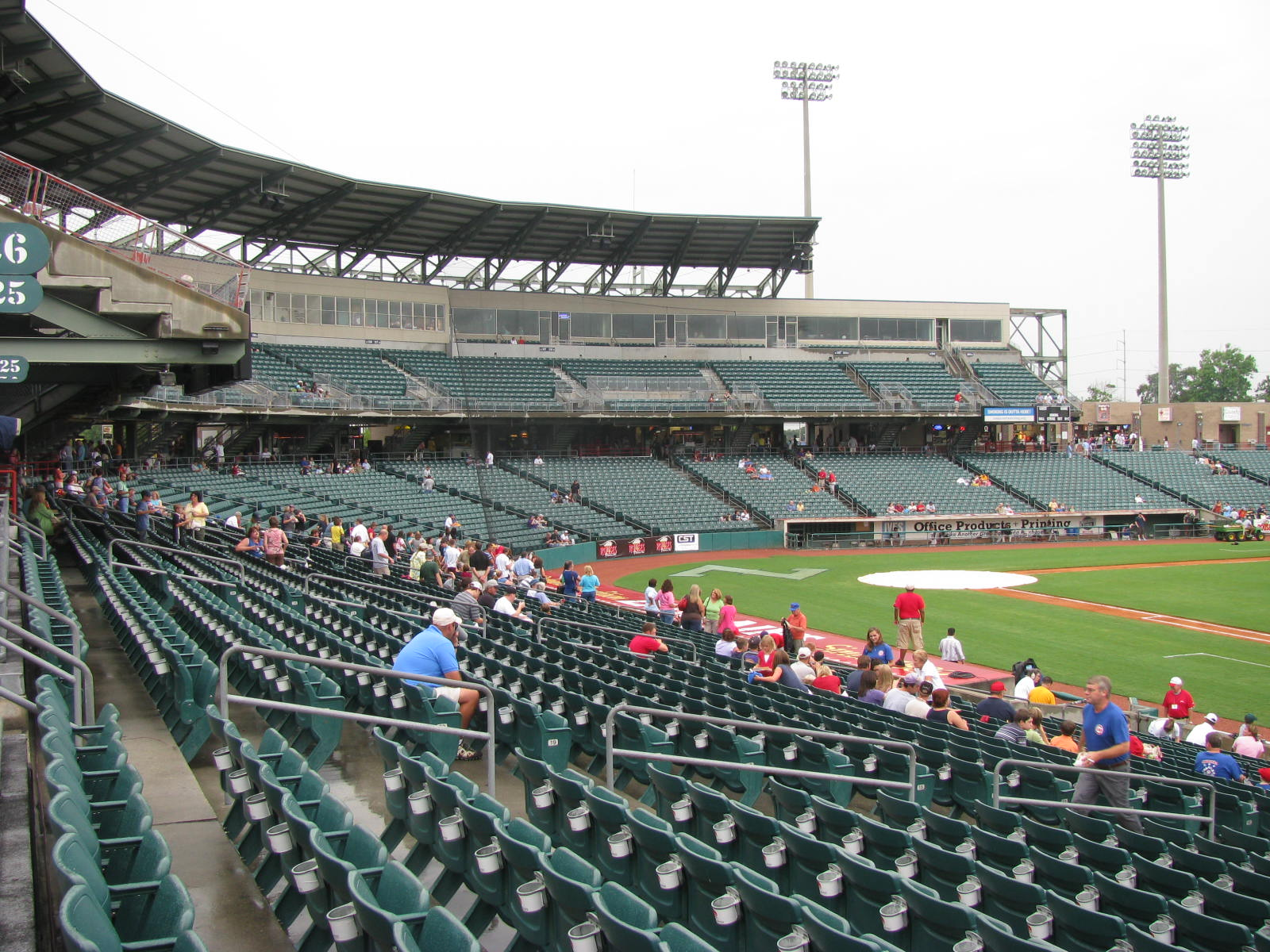
El Shrine on Airline, estadio del equipo.

Para la temporada 2019, la empresa de cable Cox Communications adquirió los derechos de trasmisión y el equipo se impulsó económicamente.
En enero de 2020 la franquicia firmó con el club francés ASM Clermont Auvergne un acuerdo de cooperación, para capacitación técnica y privilegios en el traspaso de jugadores.

## Estadio
Durante las dos primeras temporadas el equipo jugó en el estadio Joe Zimmerman, localizado en Marrero. Pertenece a una secundaria de la zona, el campo es de césped natural y tiene capacidad para 3.000 personas.
Desde la temporada 2020 la franquicia juega en el Shrine on Airline, apodado La mina de oro y ubicado en Metairie. El estadio tiene poco menos de 25 años, capacidad para 10.000 personas y originalmente era de béisbol.

## Rendimiento
En la temporada inaugural el equipo solo ganó tres y perdió los cinco restantes partidos, no calificó a la fase final.
El siguiente campeonato la liga recibió a dos nuevas franquicias y se disputó una segunda vuelta. NOLA Gold ganó nueve y perdió siete partidos, finalizó quinto en la temporada regular y no clasificó por solo un punto.
El fullback JP Eloff, presente desde 2018, es el máximo anotador con 206 puntos. El sudafricano Tristan Blewett es quien marcó más tries, con doce.